# Schlacht von Kleonai
In der Schlacht von Kleonai besiegten um 235 v. Chr. Truppen des Achaiischen Bundes unter der Führung von Aratos von Sikyon den Tyrannen von Argos, Aristippos, der auf der Flucht von dem Kreter Tragiskos erschlagen wurde.